# Redoshi
Redoshi (slavnamn Sally Smith), född cirka 1848 (eller 1835), död 1937, var en västafrikansk kvinna, från Nigeria, som såldes som slav och togs till delstaten Alabama i USA 1860. Fram till upptäckten av Matilda McCrear var Redoshi ansedd som det sista överlevande offret för den transatlantiska slavhandeln. Hon är den enda, kända kvinnliga överlevaren av den transatlantiska slavhandeln som filmats och som blivit intervjuad i en tidning.

## Biografi

### Krigsfånge
Hon bodde i en by i Västafrika, i det som nu kallas Benin. Den attackerades runt 1860 av en grupp  Dahomey-krigare som dräpte hennes far och tog henne och resten av de överlevande byborna som fångar. De sålde henne sedan vidare till kaptenen på det sista kända slavskeppet som transporterade förslavade afrikaner till USA, femtio år efter att slavskepp och import av slavar förbjudits: skeppet Clotilda.

### Såld till en amerikan
Affärsmannen Timothy Meaher från Alabama hade kontrakterat kaptenen på Clotilda och hans skepp att resa och köpa slavar i Ouidah, en hamnstad i vad som idag heter Benin.
Ombord på skeppet, vid tolv års ålder, tvingade kaptenen henne att gifta sig med en vuxen slav även han från västafrika. En man som talade ett annat språk än henne och som redan hade en familj. Han kom senare att kallas "Farbror Billy", eller "Yawith".

### Anländer till USA
När skeppet kom till Mobile, Alabama, där Meaher bodde, såldes Redoshi och hennes man till Washington Smith, en plantageägare i Dallas County, Alabama, ungefär två och en halv mil väst om Selma, Alabama. Smith var en förmögen man som ägde en stor plantage i Bogue Chitto, Alabama. Han hade även ett hus inne i Selma och var en av grundarna av Bank of Selma.

### Frigivning
Vid sjutton års ålder, fem år efter att hon anlänt till USA, frigavs hon när 13 tillägget ratificerades. Hon stannade kvar på Smiths plantage även efter emancipationen, vilket var vanligt bland frigivna slavar. Hon levde resten av sitt liv på plantagen som en fri, men troligtvis utfattig, kvinna.

## Omnämnande i pressen
"För sjuttiotvå år sedan bodde en graciös prinsessa av Tarkarerna, ett folk från
 den afrikanska Kongoflodens flodbassänger, med sin make i hjärtat av den
 mörka kontinenten. Hon var 25 år gammal, stark och frisk, och levde ett liv
 genomsyrat av kärlek till livet i djungeln. Idag bor samma prinsessa, som nu 
närmar sig ett århundrade i livslängd, i en stuga på Quarlesplantagen 29
 kilometer från Selma."
Forskaren Hannah Durkin vid Newcastle University sammanställde det som var känt kring Redoshis liv och fastslog i ett pressmeddelande att Redoshi var den sista överlevaren av den transatlantiska slavhandeln. Durkin anmärkte i en kommentar till USA Today på mängden källor som omnämnde Redoshi och det faktum att hon fanns med i en film:
- Anteckningar
- Ett brev från Zora Neale Hurston till Langston Hughes
- En intervju publicerad i dagstidningen Montgomery Advertiser 31 januari 1932[3]
- Spelfilmen "The Negro Farmer: Extension Work for Better Farming and Better Living" utgiven 1938 av USA:s jordbruksdepartement[1]
- Omnämnandet i Amelia Boynton Robinsons memoarer Bridge Across Jordan[12]